# Indigofera longipedicellata
Indigofera longipedicellata är en ärtväxtart som beskrevs av Jan Bevington Gillett. Indigofera longipedicellata ingår i släktet indigosläktet, och familjen ärtväxter. Inga underarter finns listade i Catalogue of Life.